# Стефан Димитров (политик)
Вижте пояснителната страница за други личности с името Стефан Димитров.
Стефан Димитров е български политик, деец на Народнолибералната партия.

## Биография
Стефан Димитров е роден в 1843 година в град Куманово, тогава в Османската империя. Емигрира в Свободна България. Става активист на Народнолибералната партия и с нейната листа на 18 април 1893 година е избран за народен представител от Видинска околия в Четвъртото велико народно събрание с 4501 гласа. Като депутат Димитров гласува за изменението на членове № 13, 86 и 144 от Търновската конституция, което увеличава правата на монарха в България.
Умира на 28 януари 1908 година.